# Právo na integritu
Právo na integritu představuje absolutní lidské právo, které chrání tělesnou a duševní schránku jednotlivce a je akcentováno na lidskou osobnost, proto je třeba toto právo vztáhnout jak na integritu tělesnou, tak i duševní. Toto právo znamená, že nikdo nesmí být vystaven mučení, nelidskému či ponižujícímu zacházení a žádný zásah do těla či psychiky nesmí být proveden bez svobodného a informovaného souhlasu dotčené osoby.
Jedna z prvních zmínek o integritě, konkrétně o tělesné integritě, byla v 16. století, kdy hugenot Hugues Doneau zmínil, že právo na vlastní osobu zahrnuje právo na život, tělesnou integritu a také veřejné uznání a respekt. Postupem času se toto právo více rozvíjelo a dostávalo se do mezinárodních právních pramenů a mezi jednotlivé vnitrostátní právní řády.

## Prameny práva na integritu

### Mezinárodní prameny
Obecně právě mezinárodní prameny mají chránit důstojnost a svébytnost všech lidských bytostí a každému zaručit úctu k integritě jeho bytosti.
Judikatura Evropského soudu pro lidská práva chrání právo na integritu skrze ostatní práva. Jedná se zejména o právo na soukromí (čl. 8 EÚLP), popř. právo na život (čl. 2 EÚLP) či zákaz mučení (čl. 3 EÚLP).
Mezi další mezinárodní pramen, který chrání právo na integritu, řadíme mezinárodní smlouvu Rady Evropy, a to Úmluvu o lidských právech a biomedicíně. Tato Úmluva v čl. 5 zavádí obecné pravidlo:
„Jakýkoli zákrok v oblasti péče o zdraví je možno provést pouze za podmínky, že k němu dotčená osoba poskytla svobodný a informovaný souhlas.“
Mezi další mezinárodní prameny v této oblasti řadíme Mezinárodní pakt o občanských a politických právech a Úmluvu o právech dítěte.

### Vnitrostátní prameny
Na úrovni ústavního pořádku právo na integritu garantuje čl. 7 Listiny základních práv a svobod, která zaručuje nedotknutelnost osoby, čímž rozumíme i právo na integritu.
Právo na integritu pak dále rozvijí zákonné předpisy, které jsou vázány ustanovením Listiny základních práv a svobod a mezinárodními prameny. Jejich význam spočívá v tom, že konkretizují podobu práva na integritu pro jednotlivá právní odvětví. Nejvýznamnější je právní úprava v §91 an. občanského zákoníku, nicméně s právem na integritu se pojí i například trestní právo (zásah do tělesné a duševní integrity v souvislosti s vyšetřovacími úkony, viz § 114 trestního řádu.
Dříve byla v našem právním řádu, konkrétně ve starém občanském zákoníku, pouze konstatována ochrana tělesné integrity. Nový občanský zákoník ochranu integrity podstatně rozšířil a podrobně rozšířil i o duševní integritu.

## Subjekt práva na integritu
Právo na integritu náleží každému člověku jako fyzické osobě, a to bez ohledu na jeho státní příslušnost – vztahuje se tedy nejen na občany daného státu, ale i na cizince či osoby bez státní příslušnosti. Toto právo chrání tělesnou i duševní celistvost jednotlivce.
Naopak právnické osoby jeho subjektem nejsou, protože se jedná o právo, které se týká výhradně fyzických osob. Tento výklad potvrdil i Ústavní soud, který zdůraznil, že ochrana integrity náleží pouze fyzickým osobám.
Subjektem, který má primární povinnost respektovat právo na integritu, je stát a jeho orgány. Toto právo však musí dodržovat i jednotlivci vůči sobě navzájem

## Zásah do integrity
Zásahem do integrity se rozumí jakékoli jednání, které významně ovlivňuje tělesnou nebo psychickou stránku člověka. Může jít o fyzické působení, jako je násilí, lékařské zákroky bez souhlasu či jakékoli jiné narušení tělesné celistvosti. Stejně tak sem spadají psychické zásahy, například manipulace, psychický nátlak nebo jiné formy duševního utrpení.
Právní úprava obecně chrání každého jednotlivce před jakýmkoli zásahem do jeho tělesné či duševní integrity ze strany jiných osob, bez ohledu na jejich postavení nebo oblast jejich činnosti. Jakýkoli zásah do integrity je proto možný pouze tehdy, pokud k němu dotčená osoba poskytla svobodný a informovaný souhlas.  Dotčená osoba rovněž musí být dostatečně informována o povaze plánovaného zákroku, když se má jednat o jeho zásah do integrity, aby dotčená osoba mohla svobodně učinit rozhodnutí, zda takový souhlas udělit.
Souhlas se zásahem do integrity může dát především sám člověk, jehož se zásah týká, případně osoba, kterou k tomu zákon povolává. Výjimečně může dát takový souhlas soud. Je-li člověk v náhlém nebezpečí, tak lze zasáhnout do integrity i bez souhlasu, ale pouze v případě, že se jedná o prospěch zdraví dotčené osoby.
V některých případech je nutné, aby byl informovaný souhlas dán písemně. Občanský zákoník stanoví explicitně následující případy:
- Zásah do integrity, má-li být oddělena část těla, která se již neobnoví;
- Lékařský pokus na člověku
- Zákon, který zdravotní stav člověka nevyžaduje, nicméně toto neplatí, jedná-li se o kosmetické zákroky, které nenesou trvalých či závažných následků. [15]

Speciální právní předpisy upravují možnosti, kdy lze zasáhnout do integrity člověka, zejména do tělesné integrity. Speciální právní předpisy v této oblasti mají aplikační přednost před ustanoveními občanského zákoníku. Jedná se zejména o zákon č. 372/2011 Sb., o zdravotních službách a zákon č. 373/2011 Sb., o specifických zdravotních službách. Tyto předpisy stanovují zvláštní pravidla pro zásah do tělesné integrity a téměř veškeré takové zásahy souvisí se zdravotním stavem dotčené osoby.